# 索菲·阿瑪莉埃 (不倫瑞克-卡倫貝格)
不倫瑞克-卡倫貝格的索菲·阿瑪莉埃（德語：Sophie Amalie von Braunschweig-Calenberg，1628年3月24日—1685年2月20日），丹麥和挪威王后，1648年至1670年在位。

## 家庭
1643年，索菲·阿瑪莉埃與丹麥國王克里斯蒂安四世的次子弗雷德里克（日後的弗雷德里克三世）結婚，兩人共有2子4女：
1. 克里斯蒂安五世（1646年—1699年），丹麥國王
2. 安娜·索菲（1647年—1717年），薩克森選侯夫人
3. 弗蕾德里克·阿瑪莉埃（1649年—1704年），霍爾斯坦-戈托普公爵夫人
4. 威廉明妮·恩尼絲汀（1650年—1706年），普法爾茨選侯夫人
5. 喬治王子（1653年—1708年），英國安妮女王的丈夫
6. 烏爾里克·艾蕾諾爾（1656年—1693年），瑞典王后